# Euphorbia baetica
Euphorbia baetica är en törelväxtart som beskrevs av Pierre Edmond Boissier. Euphorbia baetica ingår i släktet törlar, och familjen törelväxter. Inga underarter finns listade i Catalogue of Life.